# Cazaci zaporojeni
Cazacii zaporojeni (în rusă-Запорожский, au fost cazacii care locuiau în regiunea istorică Zaporojia din centrul Ucrainei. Armata zaporojeană și-a mărit rapid efectivele în secolul al XV-lea prin primirea iobagilor ruși care fugeau de pe moșiile feudalilor din Uniunea statală polono-lituaniană.
În cursul secolelor al XVI-lea, al XVII-lea și cea mai mare parte a celui de-al XVIII-lea, cazacii zaporojeni au reprezentat o forță militară și politică puternică, care s-au implicat în conflicte sau alianțe cu Uniunea statală polono-lituaniană, Imperiul Otoman și vasalul acestuia Hanatul Crimeii precum și cu Țaratul Rusiei, până când Imperiul Rus a desființat prin forță formația lor teritorială la sfârșitul secolului al XVIII-lea.

## Origini
Nu este foarte clar când au început să se formeze primele formațiuni căzăcești în regiunea cursului inferior al Niprului, dar părerea generală este că acest lucru s-a petrecut mai înainte de invazia mongolilor din 1240. Rusia Kieveană, odată un stat puternic, s-a dezintegrat în state mai mici, iar numeroși dintre locuitorii ei au plecat în regiunile mai sigure din stepele Niprului inferior.

## Ambițiile poloneze
Cazacii nu s-au sfiit să atace și să jefuiască pe toți vecinii, chiar și pe cei mai puternici decât ei. În secolul al XVI-lea, odată cu extinderea controlului polono-lituanian spre sud, cazacii zaporojeni au început să fie văzuți ca supuși ai Rzeczpospolitei. Cazacii înregistrați au devenit parte a armatei polono-lituaniene, situație care a durat până în 1699.
Spre sfârșitul secolului al XVI-lea, relațiile Uniunii polono-lituaniene cu Imperiul Otoman, care nu erau oricum cordiale, s-au înrăutățit și mai mult ca urmare a raidurilor de jaf ale cazacilor. Cazacii începuseră să jefuiască în mod regulat teritoriile otomane din a doua jumătate a secolului al XVI-lea. Liderii polonezi nu-i puteau controla pe cazacii care prețuiau foarte mult propria independență, dar cum ținuturile zaporojene erau oficial sub suzeranitatea uniunii polonezo-lituaniene, aceasta era făcută responsabilă pentru raidurile căzăcești. De asemenea, tătarii, care erau sub suzeranitatea otomană, lansau raiduri în special în zonele de sud ale Uniunii polono-lituaniene. Pirații cazaci executau raiduri de jaf în porturile orașelor bogate de pe țărmul otoman al Mării Negre, aflate la doar două zile de navigație de vărsarea Niprului. În două rânduri, în 1615 și 1625, cazacii au reușit să atace Istanbulul, forțându-l pe sultan să fugă din palatul imperial. Mai multe tratate turco-polone au prevăzut ca părțile semnatare să oprească raidurile de jaf făcute de supușii lor, dar practic nu s-a reușit luarea unor măsuri eficiente împotriva cazacilor și tătarilor. Polonezii au reușit la un moment dat să-i forțeze pe cazaci să-și ardă vasele cu care se făcea piraterie, dar asta nu i-a împiedicat pe cazaci să și le reconstruiască. În același timp, Imperiul Habsburgic i-a angajat de mai multe ori în secret pe cazaci să declanșeze raiduri împotriva otomanilor, pentru a reduce presiunile militare asupra propriilor granițe.
Între cazaci exista o dușmănie care era alimentată de raidurile executată de o parte, urmate în scurtă vreme de raiduri de răzbunare declanșate de tabăra adversă. Starea de nesiguranța din relațiile cazaco-tătare a transformat întreaga zonă a graniței de sud polono-lituaniene într-o zonă de război mocnit, sau a dus la declanșarea unor războaie.
Numărul cazacilor a crescut neîncetat prin primirea în rândurile lor a iobagilor fugiți de pe moșiile polono-lituanienilor. Încercările șleahtei de transformare a cazacilor în șerbi a slăbit și mai mult loialitatea acestora față de Rzeczpospolita. Dorința cazacilor de a li se recunoaște un statut egal cu cel al șleahtei nu a fost satisfăcută niciodată, iar planurile pentru transformarea „Uniunii statale polono-lituaniene” în „Uniunea statală polono-lituaniano-ruteană” nu au fost niciodată finalizate. Cazacii aveau legături istorice puternice cu Bisericile ortodoxe răsăritene, ceea ce ducea și la apariția unor tensiuni religioase cu restul Rzeczpospolitei, dominate de catolici. Tensiunile dintre cele două părți a crescut și mai mult, odată cu schimbare politicii religioase a statului, care fusese destul de tolerantă, ceea ce i-a transformat pe cazaci în anticatolici hotărâți, atitudine care în acele timpuri echivala cu a fi antipolonez.
Aroganța șleahtei și nesupunerea cazacilor au dus la izbucnirea la începutul secolului al XVII-lea a mai multor revolte căzăcești împotriva Uniunii statale polono-lituaniene. Refuzul polonezilor de a accepta cererea cazacilor pentru extinderea „registrului cazacilor” a fost scânteia care a aprins rebeliunea cu cel mai mare succes: Răscoala lui Hmelnițki (1648). Răscoala s-a adăugat la seria de evenimente catastrofice din istoria statului polono-lituanian cunoscută sub numele de „Potopul”, care a slăbit într-o măsură fără precedent uniunea și care a asigurat condițiile necesare dezintegrării statului din secolul următor.

## Organizarea

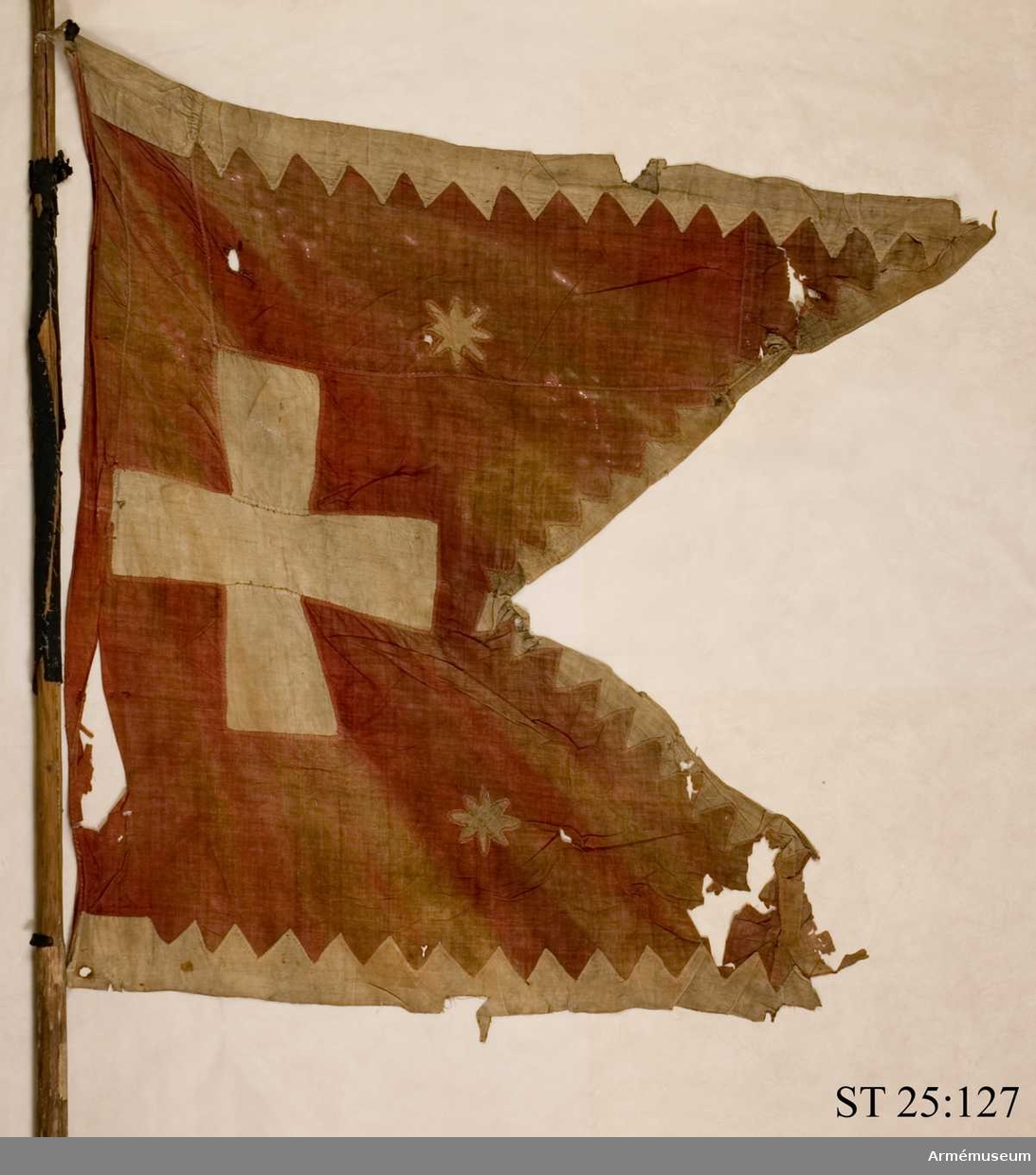
Steagul cazac din secolul al XVII-lea

Cazacii au influențat profund societatea ucraineană din secolele al XVII-lea – al XVIII-lea în domenii precum cultura, administrația, armata și altele. Organizațiile căzăcești nu erau doar de natură militară, ci mai degrabă un amestec de organizații publice („hromada”) și politico-militare.
Cazacii zaporojeni erau conduși de un hatman, secondat de un secretar, un judecător și un arhivar, fiind ajutat în îndeplinirea sarcinilor sale de un consiliu, Rada Siciului. Diferite surse se referă la Siciul Zaporojean ca la o „republică a cazacilor”, de vreme ce puterea supremă aparținea adunării membrilor Siciului, iar liderii („starșina”, „bătrânii”) erau aleși, nu numiți.

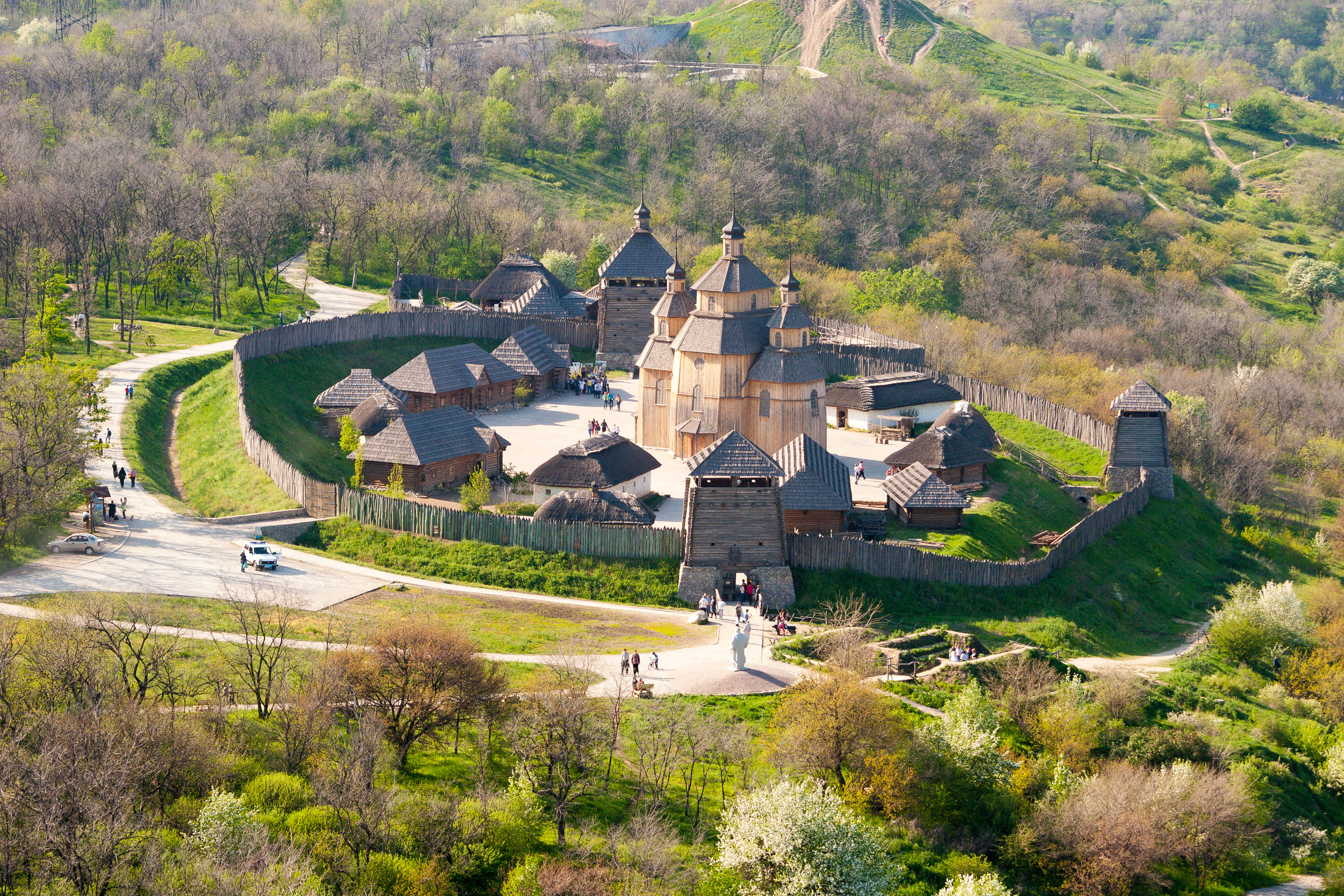
Cetatea cazaci (reconstrucție)

Din punct de vedere administrativ, Ucraina de pe malul stâng era împărțită după principii militare în „polkuri” („regimente”), care erau părți ale guberniilor organizate de guvernul de la Moscova. Polkul era format dintr-un număr de „kurine”, (compuse la rândul lor din „sotnii”). A existat de asemenea și o altă organizație militară a cazacilor „kiș”, (echivalentul unei brigăzi), condusă de „koșovîi otaman”, care era constituită exclusiv în scopuri militare, în timpul campaniilor războinice.
A existat un tribunal militar, care judeca și pedepsea sever violențele și furturile între cazaci, introducerea de femei în Sici, consumul de alcool în timpul conflictelor militare, etc. De asemenea, conducerea căzăcească se ocupa de învățământul laic și religios și de buna funcționare a bisericilor. Creștinismul ortodox era considerat definitoriu pentru identitatea națională.

teritoriul care se afla sub controlul cazacilor ucraineni în secolul al XVIII-lea

În timpuri de pace, cazacii își câștigau existența prin intermediul ocupațiilor tradiționale, își desăvârșeau cunoștințele militare, sau se ocupau de pregătirea noilor recruți. Spre deosebire de armatele altor națiuni, cazacii erau liberi să-și aleagă armele personale preferate. Cazacii bogați preferau să lupte în armuri grele de cavalerie, în vreme ce infanteriștii preferau un echipament mai simplu, iar pentru protecție foloseau cămășile de zale.

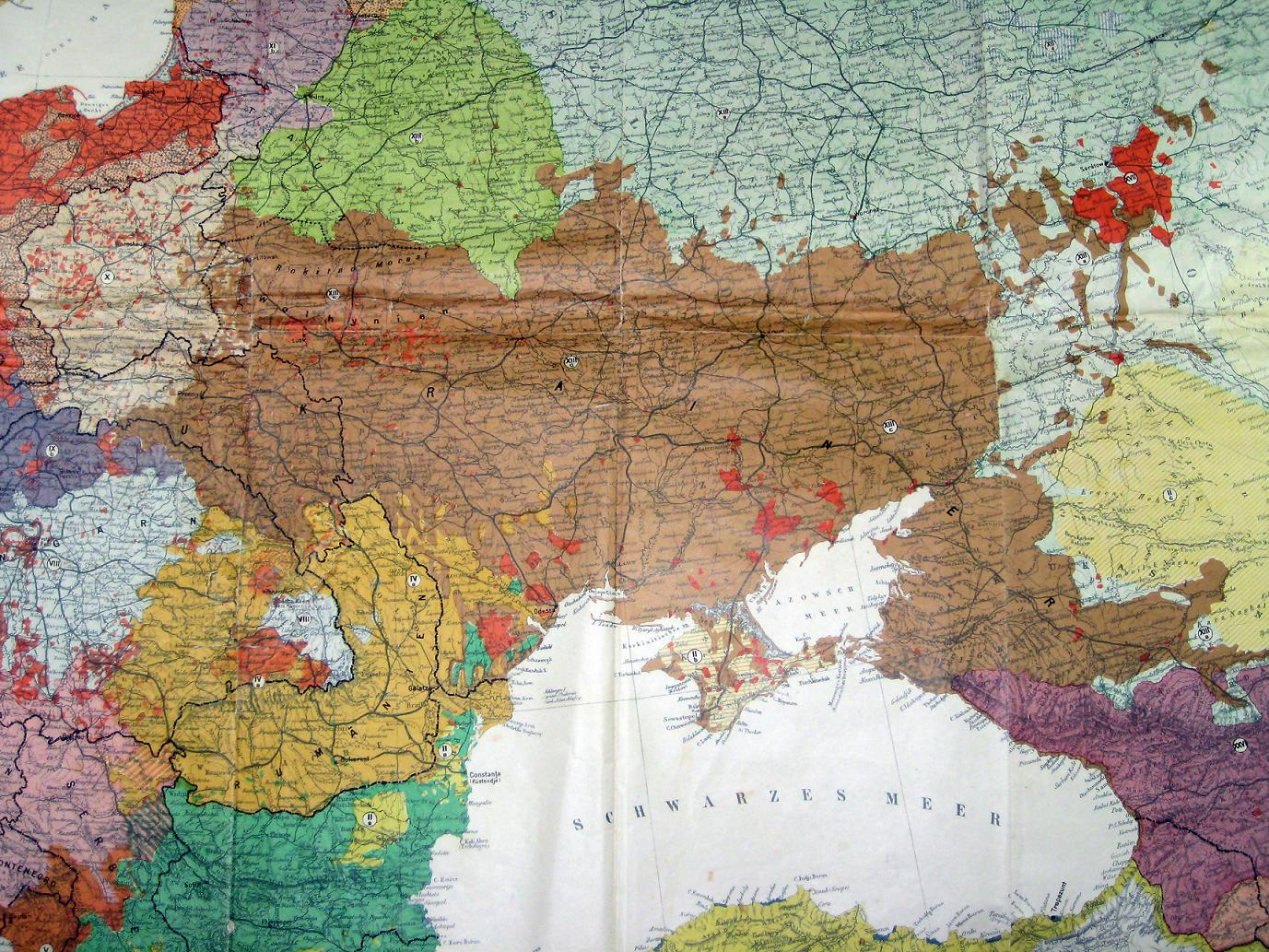
Teritoriu etnic ucrainean (unde se vorbea limba ucraineană)

Cazacii au fost în acele vremuri una dintre cele mai bune organizații militare din Europa, unitățile lor militare intrând în slujba puterilor vremii – Imperiul Rus, Polonia sau Franța.

## Alianța cu Rusia

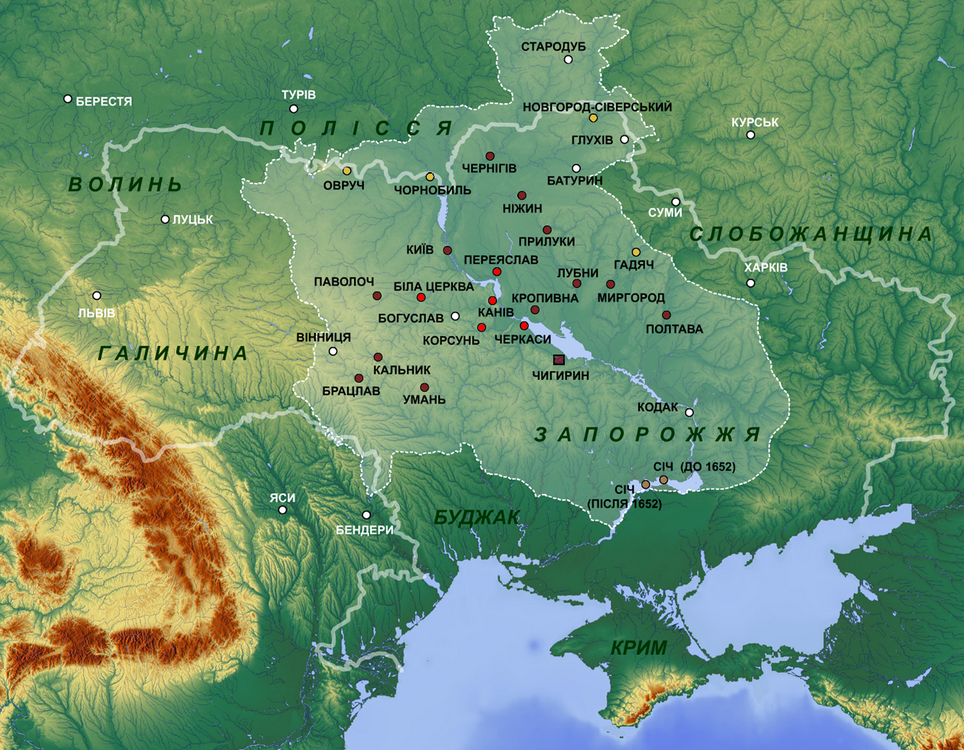
teritoriul care se afla sub controlul cazacilor ucraineni în secolul al XVII-lea

După semnarea Tratatul de la Pereiaslav din 1654, teritoriul cazacilor zaporojeni a trecut sub controlul Țaratului Rusiei, dar a continuat o lungă perioadă de timp să se bucure de o autonomie largă. După moartea lui Bogdan Hmelnițki (1657), succesorul acestuia, Ivan Vihovski, conștient de amestecul tot mai pronunțat al rușilor în afacerile interne ale Hetmenaului, a inițiat o reapropiere de Polonia. Astfel, în 1658 a fost semnat Tratatul de la Hadiaci, care punea iar pe tapet inițiativa creării unei uniuni a trei națiuni (poloneză, lituaniană și ruteană). Tratatul a fost ratificat de Seimul polonez, a fost respins de Rada cazacilor. Cazacii de rând au considerat că o alianță cu polonezii catolici era de neacceptat. Cazacii furioși au ucis pe o serie de polcovnici (colonei) favorabili tratatului, iar Nihovski a scăpat cu greu cu viață.

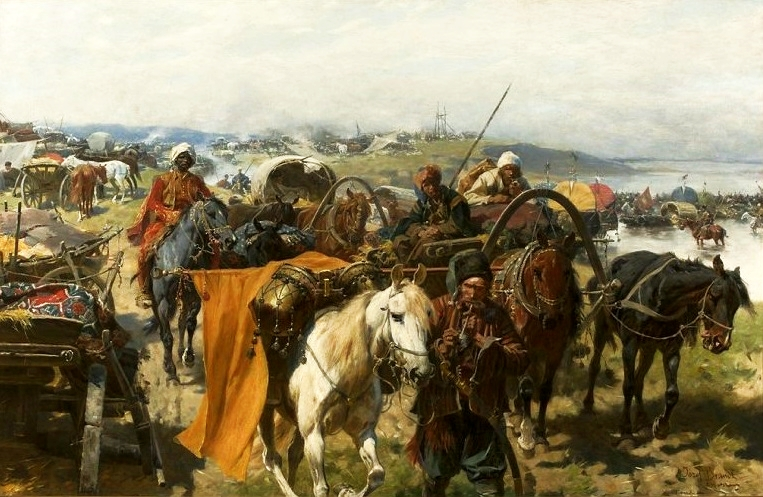
Tabără a cazacilor zaporojeni', tablou de Józef Brandt

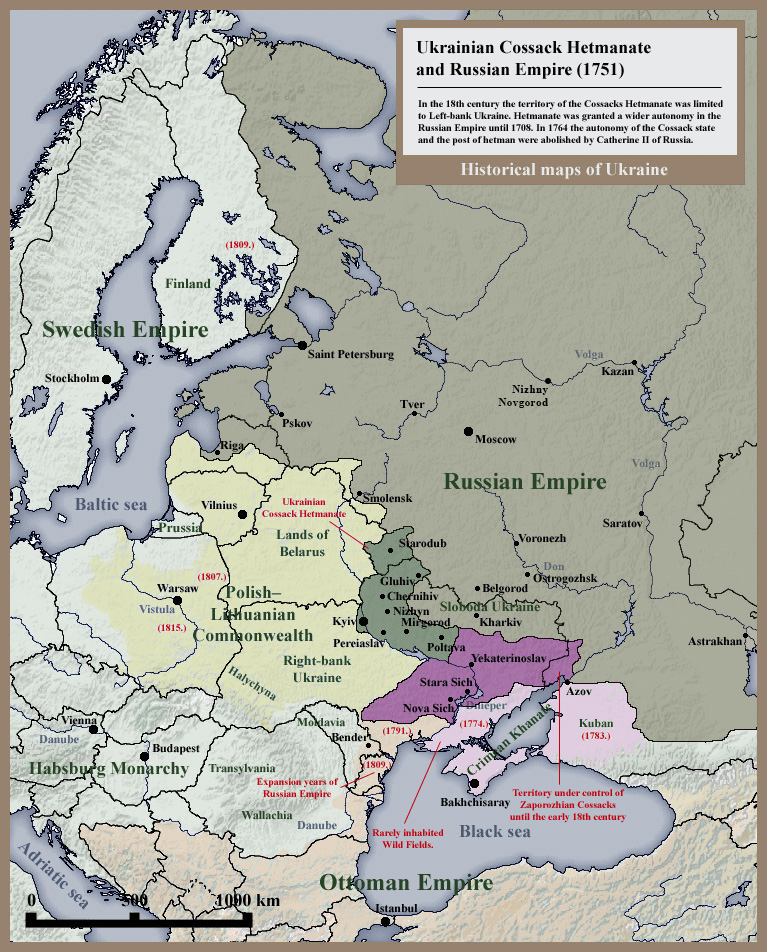
Țaratul Rusiei (1751).

După moartea lui Hmelnițki, zaporojenii au continuat să aibă o conducere separată de Hetmanatul căzăcesc, ai cărui lideri erau hatmanii numiți. Zaporojenii își alegeau proprii conducători cunoscuți cu numele de „koș otamani” pentru mandate de un an de zile. Fricțiunile dintre cazacii Hetmanatului și cei din Zaporoje au crescut în mod semnificativ în această perioadă.
Cazacii care luptaseră în trecut pentru independența față de Uniunea statală polono-lituaniană s-au implicat după stabilirea alianței cu rușii în o serie de revolte împotriva Țaratului Rusiei. Cazacii doreau păstrarea privilegiilor și autonomiei lor. Cazacii zaporojeni conduși de Kost Hordiienko s-au alăturat în 1709 rebeliunii hatmanului Ivan Mazepa. Mazepa a fost un consilier și prieten apropiat al împăratului Petru cel Mare, dar s-a aliat cu regele Carol al XII-lea al Suediei împotriva suveranului său.I. După victoria din bătălia de la Poltava, Petru cel Mare a ordonat distrugerea Siciului Zaporojean.
După moartea lui Mazepa în Basarabia în 1709, în fruntea Hetmanatului a fost ales Pilyp Orlik. Orlik a propus un proiect de constituție prin care era prevăzută o diminuare a autorității hatmanului, păstrarea privilegiilor cazacilor zaporojeni, întreprinderea de măsuri pentru asigurarea egalității sociale printre cazaci și întreprinderea de pași concreți pentru separarea Ucrainei de Rusia. Bucurându-se de sprijinul regelui Carol al XII-lea, Orlik a semnat o alianță cu tătarii din Crimeea și cu otomani împotriva Rusiei. După un prim succes în 1711, campania împotriva Rusiei s-a încheiat cu o înfrângere, iar Orlik a plecat în exil. Cazacii zaporojeni au construit un nou Sici sub protecția otomanilor, Siciul Oleșki, pe cursul inferior al Niprului.
Deși a existat un număr de zaporojeni care s-a reîntors sub protecția Moscovei, cei mai mulți au rămas sub controlul liderului antirus Korst Hordiinko. Doar după moartea acestuia în 1733 a fost posibilă reînceperea procesului de preluare a controlului ținuturilor căzăcești de către ruși.

## Ocupația rusă
Fricțiunile dintre cazaci și conducerea țaristă s-au mai redus, iar cazacii au negociat o scădere a autonomiei lor pentru a-și păstra privilegiile. Cazacii ucraineni care nu au trecut de partea lui Mazepa l-au ales ataman pe Ivan Skoropadski, unul dintre „polcovnicii’ (coloneii) antimazepiști. Skoropadski milita pentru păstrarea autonomiei hetmanatului și privilegiilor aristocrației căzăcești, dar a avut mare grijă să evite o confruntare directă cu Rusia, căreia i-a rămas loial. Pentru a răspunde corespunzător cererilor imperiale, Skoropadski a permis staționarea pe teritoriul hetmanatului a zece regimente rusești. În același timp, cazacii au fost mobilizați pentru construcția fortificațiilor și canalelor din Sankt Petersburg, noua capitală a Rusiei. Numeroși cazaci dintre cei care au participat la edificarea capitalei nordice a imperiului au murit, spunându-se mai apoi că Sankt Petersburgul „a fost construit pe oase”.
În 1734, Imperiul Rus a început pregătirile pentru un nou război împotriva Imperiului Otoman și a făcut o înțelegere cu zaporojenii. Tratatul semnat la Lubnî, cazacii zaporojeni și-au recăpătat fostele proprietăți, privilegii, legi și obiceiuri, fiind obligați în schimb să lupte sub comanda armatei ruse din Kiev. A fost construită un nou centru militaro-politic („sici”) – „Noul Sici”, în locul celui distrus de Petru I al Rusiei. Cazacii au permis în continuare așezarea pe teritoriile controlate de ei a țăranilor iobagi fugiți de pe moșiile proprietarilor ruși sau polonezi, în încercarea de a câștiga aliați în lupta împotriva unor posibile încercări ale rușilor de amestec în afacerile interne ale zaporojenilor. În 1762, Zaporojia era populată cu aproximativ 33.700 de cazaci și 150.000 de țărani.
La sfârșitul secolului al XVIII-lea, cea mai mare parte a clasei ofițerilor cazaci fusese încorporată în nobilimea rusă, dvorianstvo, dar cea mai mare parte a cazacilor de rând a fost redusă la statutul de țăran. Cazacii și-au menținut o parte a libertăților și privilegiilor și au continuat să ofere refugiu țăranilor care fugeau de iobăgie din Rusia și Polonia, inclusiv cazacilor ruși ai lui Emelian Pugaciov, ceea ce a înfuriat-o puternic pe împărăteasa Ecaterina cea Mare. Datorită atitudinii binevoitoare a zaporojenilor față de șerbii fugari, în 1775, numărul iobagilor care fugiseră din hetmanant și teritoriile ucrainene controlate de polonezi și se refugiaseră în Zaporojia crescuse la aproximativ 100.000 de oameni.
După semnarea Tratatului de la Kuciuk-Kainargi, prin care Rusia anexa Hanatul Crimeii, nevoia pentru o apărare a frontierei de sud de către zaporojeni a dispărut. A început colonizarea „Noii Rusii”. Una dintre coloniile aflate în imediata vecinătate a Zaporojiei a fost Noua Serbie. Colonizarea din zonă a provocat conflicte dintre coloniști și cazaci legate de dreptul de proprietate asupra pământurilor. care, deseori, au fost violente.

## Sfârșitul Armatei Zaporojene (1775)
Hotărârea pentru dizolvarea organizației militaro-teritoriale a cazacilor a fost luată de împărăteasa Ecaterina a II-a pe 7 mai 1775. Generalul Piotr Teleki a primit ordinul să ocupe principala fortăreață a zaporojenilor, Siciul, și să o distrugă. Planul a fost ținut secret, iar regimentele care se întorceau din ultimul război ruso-turc, la care participaseră și cazacii, au primit sarcina să ducă la îndeplinire această operațiune. Forțele destinate desființări Siciului erau formate din 31 de regimente, aproximativ 65.000 de oameni. Atacul a început pe 15 mai și a continuat până pe 8 iunie. Ordinul împărătesei a fost transmis de Grigori Potiomkin, care doar cu câțiva ani mai înainte devenise „cazac zaporojean de onoare” sub numele de Hrițko Necesa.
Ucazul împărătesei Ecaterina cea Mare din 8 august 1775 avea să sublinieze că Siciul Zaporojean fusese desființat datorită nesupunerii față de autoritatea centrală, iar numele de „cazac zaporojean” nu mai poate fi menționat fără să se aducă un afront casei imperiale.
Pe 5 iunie 1775, forțele generalului Teleki, infanterie și artilerie, au încercuit Siciul. Lipsa serviciului pe granița de sud și dispariția oricărui inamic din această regiune avusese un efect profund asupra abilităților de luptători ale cazacilor, care și-au dat seama că soldații ruși au intenții agresive doar după ce forțele lui Teleki reușiseră să-i încercuiască. Pentru a-i păcăli pe cazaci, fusese lansat un zvon conform căruia armata rusă traversa ținuturile căzăcești în drum spre noile granițe. Cazacii au fost luați prin surprindere, ceea ce a dus la prăbușirea moralului lor.
Atamanul Petro Kalnișevski a primit un termen de două ore să se decidă dacă se supune sau nu ultimatumului împărătesei. Atamanul, urmând sfatul unuia dintre consilierii săi, a cerut generalului permisiunea ca un grup de 50 de cazaci să meargă la pescuit pe râul Ingul, în apropierea graniței otomane. Pretextul a fost folosit de mai multe grupuri de cazaci – aproximativ 500 de oameni – care au părăsit fortificațiile încercuite. Cazacii care au reușit să fugă au călătorit până în Delta Dunării, unde au format Siciul Dunării, aflat sub protecția Imperiului Otoman.
În momentul în care și-a dat seama de șiretlic, generalul Teleki a hotărât distrugerea definitivă a Siciului, care a fost făcut una cu pământul. Cazacii rămași, aproximativ 12.000 de oameni, au fost dezarmați, tezaurul și arhiva lor au fost confiscate. Petro Kalnișevski a fost arestat, iar mai apoi exilat pe Insulele Solovețki⁠(d), unde a trăit într-o mănăstire, după cum se spune, până la 112 ani. Cei mai mulți membri de frunte ai consiliului căzăcesc au fost trimiși în exil, în vreme ce ofițerilor inferiori și soldaților de rând din rândurile cazacilor li s-a permis să se înroleze în trupele de husari și dragoni.

## Urmări
Ceea ce a urmat după distrugerea Siciului nu a fost în favoarea Imperiului Rus. Înrolarea ofițerilor cazaci a crescut în mod semnificativ cheltuielile bugetare ale imperiului, în vreme ce regulamentele stricte ale armatei ruse au împiedicat cazacii de rând să se înroleze în armata imperială. Existența Siciului Danubian, care avea să lupte de partea otomanilor în războaiele care aveau să vină au ridicat probleme morale unora dintre ruși. În 1784, Potiomkin a format așa-numitul „Sici al zaporojenilor loiali” (Войско верных Запорожцев) și i-a colonizat în regiunea dintre cursul inferior al Bugului și râul Nistru. Acești cazaci au fost răsplătiți pentru serviciile aduse imperiului în timpul războiului cu turcii din 1787-1792 prin distribuirea de pământuri în Kuban, unde au migrat în 1792.
În 1828, Siciul Dunării a încetat să mai existe, după ce împăratul Nicolae I i-a amnistiat pe cazaci și i-a colonizat pe țărmul nordic al Azovului, între Berdiansk și Mariupol, unde s-a format o nouă armată. Cazacii din Kuban au fost credincioși Imperiului Rus până la Revoluția din Octombrie. Descendenții lor întreprind în zilele noastre activități care să ducă al reînvierea tradițiilor lor culturale și militare. Aproximativ 30.000 de descendenți ai cazacilor care au refuzat să se reîntoarcă în Rusia în 1828 trăiesc încă în regiunea Deltei Dunării din România, unde continuă să ducă un stil de viață tradițional, trăind din vânătoare și pescuit.

## Moștenire
Deși Siciul Zaporojean a încetat să existe în 1775, a lăsat o moștenire culturală, politică și militară de durată atât în Ucraina, cât și în Polonia, Turcia, Rusia și în alte state cu care a venit în contact.

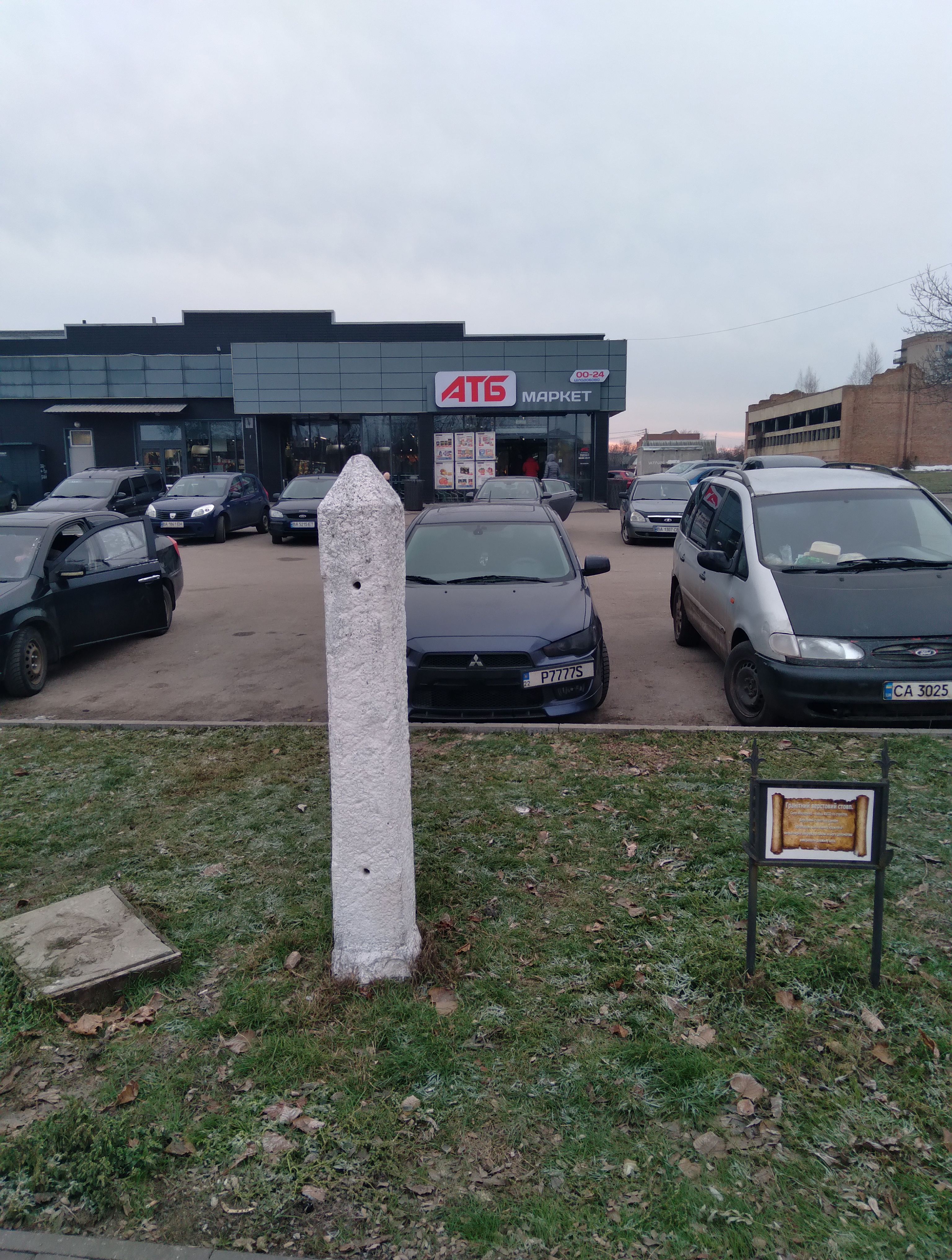
una dintre coloanele unice de granit cu care cazacii ucraineni și-au marcat teritoriul

Alianțele schimbătoare ale cazacilor au generat un mare număr de discuții, în special în secolul al XX-lea. Tratatul de la Pereiaslav a dat Țaratului Rusiei un impuls puternic în direcția ocupării Ruteniei, oferindu-i posibilitatea să se declare unicul succesor al Rusiei Kievene. Țarul s-a proclamat protectorul tuturor rușilor, iar atitudinea aceasta a culminat cu mișcarea panslavistă din secolul al XIX-lea. 
În zilele noaste, cei mai numeroși descendenți ai cazacilor zaporojeni, cazacii din Kuban, sunt loiali Rusiei, mulți dintre ei luptând în conflictele locale care au urmat după prăbușirea Uniunii Sovietice inclusiv în conflictul Transnistrean cu Moldova de după 1990.  La fel ca în perioada de dinainte de revoluția bolșevică, când formau garda imperială, cei mai mulți dintre soldații gărzii prezidențiale ruse sunt cazaci din Kuban. 
Pentru statul polono-lituanian, cazacii zaporojeni și răscoala lui Hmelnițki au marcat începutul prăbușirii sale – „Potopul” – care s-a terminat odată cu dezmembrarea statutului polonez de la sfârșitul secolului al XVIII-lea.
Hanatul Crimeii și Imperiul Otoman au avut o soartă asemănătoare. După ce au suferit atât raidurile cazacilor, cât și atacurile militare ale Rusiei, ambițiile imperiale ale Turciei de extindere în nordul Europei s-au prăbușit.